# Oleandro
- Commons
- Wikispecies

O oleandro (Nerium oleander), também conhecido como loendro, loandro, aloendro, loandro-da-índia, alandro, loureiro-rosa, adelfa, espirradeira, cevadilha ou flor-de-são-josé, é uma planta ornamental da família Apocynaceae, relativamente comum (inclusive em calçadas e vias públicas), porém extremamente tóxica.
É um arbusto grande, podendo ter por volta de 3 a 5 m de altura (embora haja uma variedade menor). Suas flores podem ser brancas, róseas ou vermelhas. As folhas são estreitas e longas, às vezes descritas como em formato de ponta de lança. É uma planta pouco exigente no que diz respeito à temperatura e humidade.
A flor do Oleandro possui um aroma adocicado,  lembrando vagamente um bolo de baunilha.

## Toxicidade

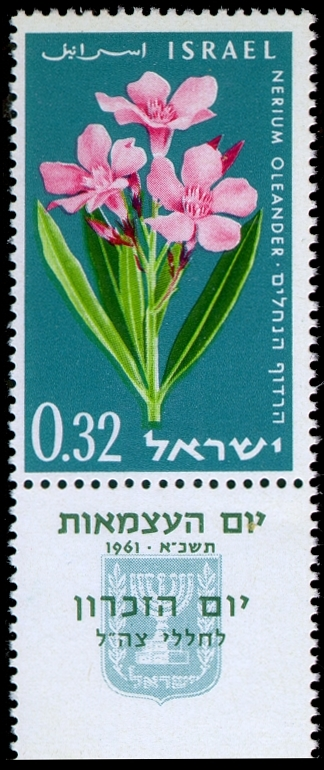
Oleandro em um selo israelense de 1961 comemorativo do 13º ano da independ~encia do país.

Toda a planta é tóxica. Tem como princípios ativos a oleandrina e a neriantina, substâncias extraordinariamente tóxicas. Basta que seja ingerida uma folha para matar um homem de 80 kg – embora muitas vezes a ocorrência de vómitos evite o desfecho fatal. Em contato com a pele, a seiva também apresenta riscos, e é aconselhável o uso de luvas no manuseio.
Os sintomas da intoxicação, que podem não demorar ou aparecer várias horas depois da ingestão (ou contato com a seiva), incluem dores abdominais, pulsação acelerada (taquicardia), ansiedade, gastrite, diarreia, vertigem, sonolência, dispneia, irritação da boca, náusea, vômitos, coma e morte.
Está registrado pelo menos um caso de intoxicação por ingestão de caracóis alimentados com folhas desta planta, devido à acumulação de toxinas ao longo da cadeia alimentar. Além disso, as propriedades tóxicas do Oleandro têm sido usadas como instrumento de suicídio desde a antiguidade.

## Localização
O oleandro é originário do norte da África, do leste do Mediterrâneo e do sul da Ásia. É muito comum em Portugal e no Brasil, quer espontâneo, quer cultivado. Pelo fato de a divisão dos seus caules ocorrer muitas vezes de forma simétrica, em formato de Y, costuma ser utilizado (o que não é recomendável) para confeccionar forquilhas de estilingues/fisgas, apesar da madeira pouco resistente.